# Lehúzás

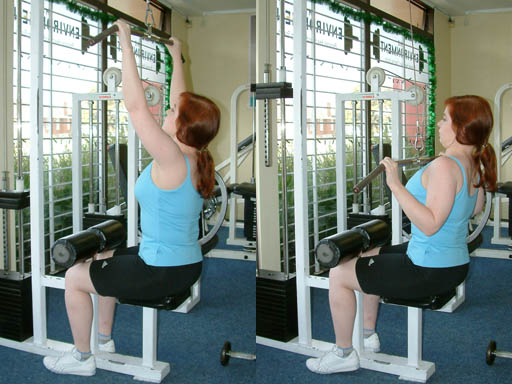
Mellhez húzás csigán

A lehúzás a széles hátizmot célzó súlyzós gyakorlat, melyet csigás kábeltorony segítségével szoktak végezni. Másodlagosan terhelődik a hátsó deltaizom, a mellizom, a bicepsz, a felkari izom, valamint az alkar hajlító izmai is. A lehúzás lehet mellhez húzás vagy tarkóhoz húzás. Utóbbi esetében kisebb súlyt tud megmozgatni a gyakorlatot végző személy, több izom kapcsolódik be. 
A mellhez húzás végezhető rúddal, széles, illetve szűk fogással (itt lehet fordított kéztartással is), valamint háromszög alakú fogantyúval is. A rudat általában váll- illetve kulcscsontmagasságig szokták lehúzni, a lehúzás mélységének növelésével nagyobb tartományban dolgozhatnak a hátizmok, ugyanakkor túl mélyre sem szabad húzni. Nagyon hátradőlni a gyakorlat végzése közben nem szabad, a túlzott bedőlés megterheli a hát alsó szakaszát. 
A tarkóhoz húzás jobban megterheli a vállízületeket, mint a mellhez húzás.

## Variációk

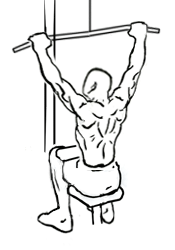
Széles fogású mellhez húzás
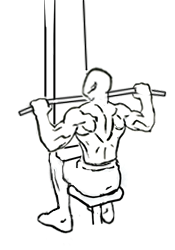
Széles fogású mellhez húzás
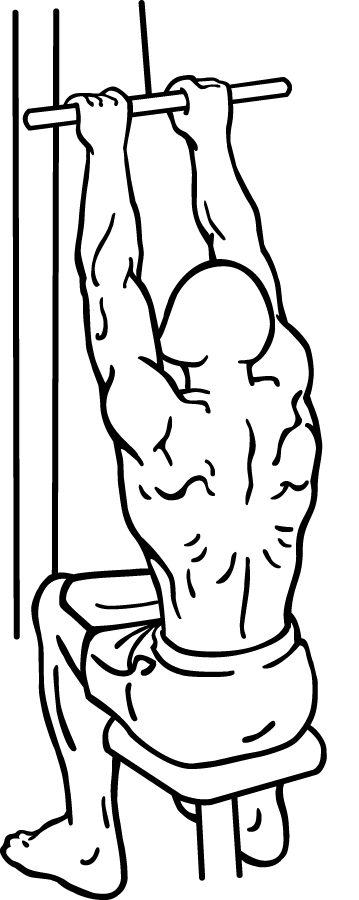
Szűk fogású mellhez húzás
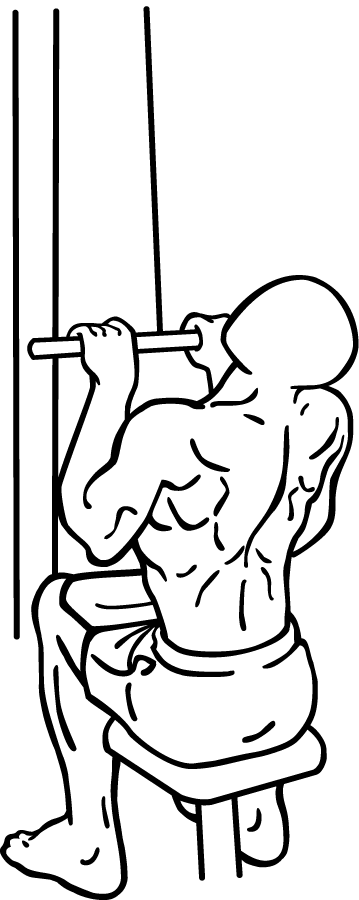
Szűk fogású mellhez húzás
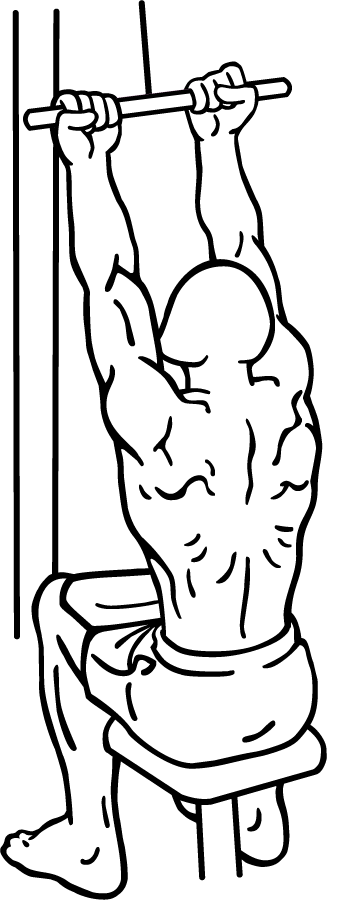
Szűk lehúzás fordított fogással
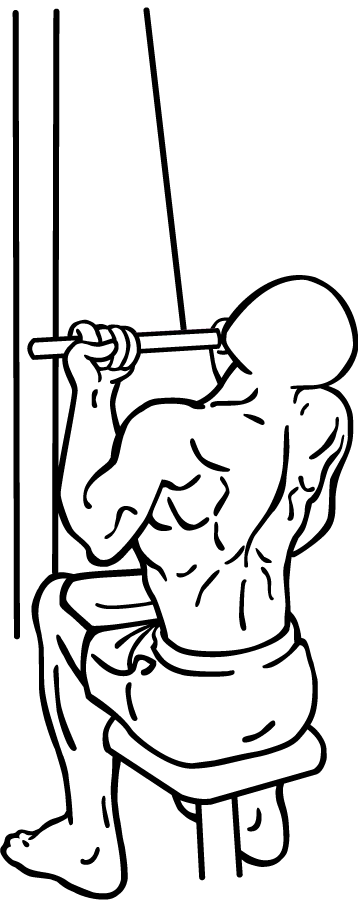
Szűk lehúzás fordított fogással
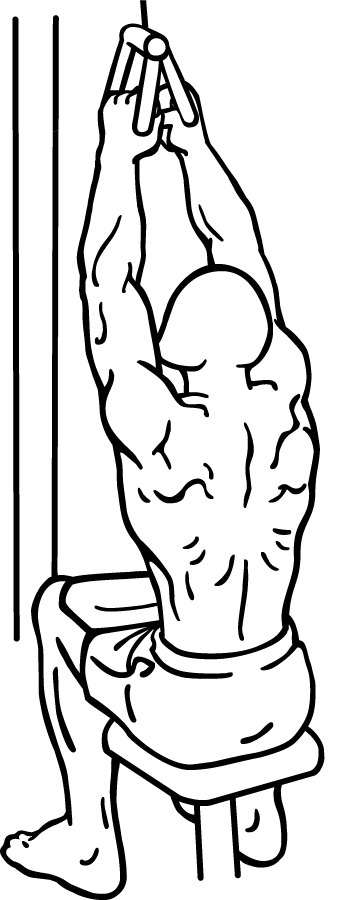
Lehúzás háromszög alakú fogantyúval
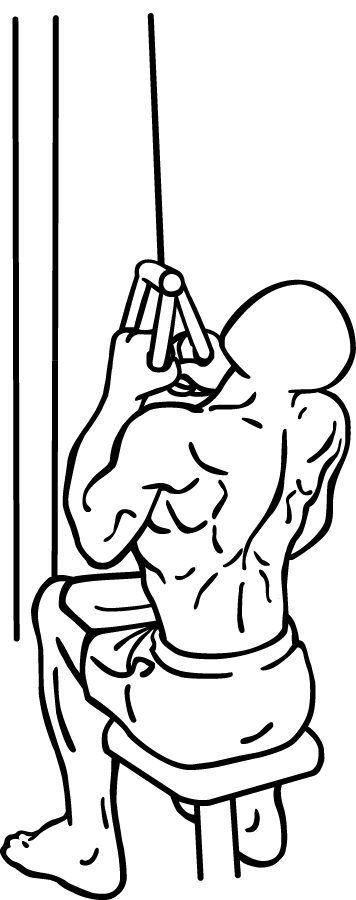
Lehúzás háromszög alakú fogantyúval